# A Invasão (peça teatral)
A Invasão é uma obra do autor Dias Gomes que foi encenada pela primeira vez em 25 de outubro de 1962. Retrata a necessidade de mudança que a sociedade brasileira necessitava no período considerado sombrio, que se iniciou em 1964 com uma sociedade viciada politicamente e presa a uma dramaturgia tradicionalista sem renovação do aplauso fácil da classe rica. Foi premiada duas vezes: Prêmio Padre Ventura, 1962 (CICT) e o Prêmio Cláudio de Souza, 1961 (ABL).

## Sinopse
É uma peça de teatro escrita em três atos e cinco quadros. Dias Gomes baseou a história num fato real: no final dos anos 50, um grupo de favelados do Rio de Janeiro que perderam seus barracos, devido a uma enchente. Sem ter onde se abrigarem invadem uma construção abandonada.
A primeira família narrada é a de Bené, um ex-jogador de futebol, que sem esperanças encontra na bebida seu único meio para suportar tamanho sofrimento e pobreza. Espera no filho, Lula, a oportunidade que nunca teve. Sem opção de moradia Bené, Isabel e Lula iniciam propriamente a Invasão. Depois seguido de Justino, Santa, O Filho de Santa, Tonho, Malu e Rita. Já estavam lá Bola Sete e Lindalva que no início os confunde com a polícia. Depois os outros vão chegando, O Profeta, no primeiro piso e a Invasão vai se dando gradativamente no prédio abandonado. O edifício ficou conhecido como Favela do Esqueleto, muita gente pobre, negros, mulatos e muitos palavrões mesclados com desemprego e fome.